# Maria Neculiță
Maria Neculiță (Déva, 1974. március 30. –) olimpiai és világbajnoki ezüst-, valamint Európa-bajnoki bronzérmes román tornász, edző.

## Életpályája
Nyolc éves korában kezdett tornázni a dévai Cetate Iskolai Sportklubban I. Bulcau irányítása mellett. A felnőtt válogatottba 1987-ben került be, itt edzői Octavian Bellu, Ioan Pop és Leana Sima voltak.

### Juniorként
A Junior Balkán-bajnokságokon egyéni összetettben 1986-ban és 1987-ben is harmadik helyen végzett, 1988-ban pedig megszerezte a bajnoki címet.

### Felnőttként

#### Nemzetközi eredmények
Románia Nemzetközi Bajnokságán 1990-ben egyéni összetettben és talajon nyert bajnoki címet.
Ugyanazon évben az Arthur Gander Memorialon egyéni összetettben hatodik helyezést ért el.
1991-ben az Egyesült Államok-Románia kétoldalú találkozón tizedik, a Németország-Románián hatodik helyen végzett egyéni összetettben. Ugyanazon évben a Belgium Franciaország-Románia-Szovjetunió találkozón a csapattal első, egyéni összetettben pedig ötödik helyezett volt. 1992-ben a Németország-Románián második, a Magyarország-Románián pedig negyedik helyezett volt.
Balkán-bajnoki címét szintén 1992-ben szerezte.
Felnőtt Európa-bajnokságon egyszer vett részt, 1990-ben Athénban, ahol gerendán bronzérmet sikerült szereznie.
Felnőtt világbajnokságon kétszer indult. Először 1991-ben Indianapolisban, ahol bronzérmes lett a csapattal (Lavinia Miloșovici, Cristina Bontaș, Mirela Pașca, Vanda Hădărean, Eugenia Popa), másodszor pedig 1992-ben Párizsban, ahol gerendán ezüst-, talajon pedig bronzérmet szerzett.
Az 1992. évi nyári olimpiai játékokon Barcelonában a csapattal (Lavinia Miloșovici, Gina Gogean, Cristina Bontaș, Vanda Hădărean, Mirela Pașca) ezüstérmet szerzett.

### Visszavonulása után
Visszavonulása után edzőként tevékenykedett, 1993-tól Olaszországban, Nuoróban.
Férjezett, egy lány édesanyja.

## Díjak, kitüntetések
A Román Torna Szövetség 1989 és 1991 között minden évben beválasztotta az év tíz legjobb női sportolója közé.
1994-ben Kiváló Sportolói címmel tüntették ki.